# دیس‌لیپیدمی
دیس‌لیپیدمی یا چربی‌پریشی (به انگلیسی: Dyslipidemia) به معنای هر گونه اختلال در سطح سرمی چربی‌ها شامل افزایش یا کاهش غیرطبیعی است.
دیس‌لیپیدمی شامل انواع مختلفی از اختلال در سوخت‌وساز چربی‌ها است که موجب بالا رفتن میزان سرمی یک یا تعدادی از آن‌ها (مانند کلسترول، تری‌گلیسرید به صورت VLDLو LDL) در خون می‌شوند.
دیس‌لیپیدمی یکی از عوامل اصلی خطر برای بروز بیماری سرخرگ‌های کرونری (CAD)، سکته مغزی (CVA) و بیماری عروق محیطی (PVD)، ذکر گردیده که می‌توان با تغییر شیوه زندگی، رژیم غذایی و داروها بر آن تأثیر گذاشت و آن را تغییر داد. بالا رفتن میزان سرمی چربی‌ها می‌تواند منجر به تشکیل پلاک‌های آترواسکلروز در سرخرگ‌های کرنری بشود که در حضور سایر عوامل خطر، تشکیل آن تسریع می‌شود.

## گروه‌بندی
انوع عمده دسته‌بندی دیس‌لیپیدمی شامل:
- بر اساس اختلالات لیپید: بالا بودن لیپید (هیپرلیپیدمی) یا کم بودن لیپید (هیپو لیپیدمی)
- بر اساس اختلالات لیپوپروتئین:بالا بودن لیپوپروتئین (هیپرلیپوپروتئینمی) یا کم بودن لیپوپروتئین (هیپولیپوپروتئینمی) می‌باشد.

روش دیگر دسته‌بندی به صورت اولیه یا ثانویه است. علل اصلی نوع ثانویه، دیابت، چاقی، کم‌کاری تیروئید و مصرف الکل یا کورتون است.
نوع دیگر دسته‌بندی عبارت است از:
- فنوتیپال: شامل هیپرکلسترولمی (نوع هتروزیگوت فامیلی یا غیر فامیلی)، دیس‌لیپیدمی مخلوط و هیپرکلسترولمی اندوژن.
- اتیولوژیک یا بر اساس سبب: با علت توارث ژنی یا دلایل دیگر همچون داروها و سیگار.

گروه بندی فردریکسون
| فنوتیپ                  | نوع۱       | نوع۲              | نوع۳ | نوع۴        | نوع۵              |
| ----------------------- | ---------- | ----------------- | ---- | ----------- | ----------------- |
| لیپوپروتئین افزایش‌یافته | کیلومیکرون | افزایش LDL و VLDL | IDL  | تری‌گلیسیرید | VLDL و کیلومیکرون |

## تشخیص
جهت غربالگری از نظر دیس‌لیپیدمی اندازه‌گیری سطح لیپید در وضعیت ناشتا در همه بیماران اندیکاسیون دارد. شیوع دیس‌لیپیدمی در ایران بالاست.

## فارماکوکینتیک
داروهای استاتینی مانند لوواستاتین و آتورواستاتین که داروی باز دارنده رقابتی آنزیم HMG – COA رودکتاز هستند می‌توانند با جلوگیری از تبدیل ملکول، ۳- هیدروکسی ۳ - متیل گلوتاریل کوآنزیم A به موالونات که یکی از ملکول‌های بینابینی در سنتز کلسترول است. جلو ساخت کلسترول در داخل سلول‌های بدن (به‌طور عمده کبد) را بگیرند و از این طریق مانع افزایش سطح کلسترول خون شوند.